# 奥克斯博 (北达科他州)
奥克斯博（英語：Oxbow），是美国北达科他州下属的一座城市。根据2010年美国人口普查，该市有人口305人。2011年估计该市有人口312人，相对于2010年，增长率为2.30%。